# Vellaena
Vellaena es un género de foraminífero bentónico de la subfamilia Ceratobulimininae, de la familia Ceratobuliminidae, de la superfamilia Ceratobuliminoidea, del suborden Robertinina y del orden Robertinida. Su especie tipo es Vellaena zealandica. Su rango cronoestratigráfico abarca desde el Runaganiense (Eoceno superior) hasta el Whaingaroense (Oligoceno inferior).

## Clasificación
Vellaena incluye a la siguiente especie:
- Vellaena zealandica